# Gemeiner Geigenrochen
Der Gemeine Geigenrochen (Rhinobatos rhinobatos), auch Gewöhnlicher Geigenrochen oder Gewöhnlicher Gitarrenfisch genannt, ist ein Knorpelfisch aus der Gattung Rhinobatos und im östlichen Atlantik heimisch. Die Art wird von der IUCN als stark gefährdet eingestuft.

## Merkmale
Der Gemeine Geigenrochen erinnert in seiner Körperform an Haie. Sein einheitlich khakibrauner Körper ist länglich und röhrenförmig mit Flossen am Rumpf und einem massiven Schwanz, der eine Fortsetzung des Körpers bildet. Der Schwanz besitzt zwei große, weit auseinander liegende Rückenflossen und mündet in einer ovalen Schwanzflosse; dies ist ähnlich wie bei den meisten Haien. An seinem Kopf bildet sich eine Brustscheibe aus seinen Brust- und Beckenflossen; dies wiederum ist den Rochen ähnlich. Seine Unterseite ist weiß und seine Schnauze ist länglich und besitzt Rostralkämme, die zur Schnauze hin laufen und im Gegensatz zu Rhinobatos cemiculus weiter separiert sind. Er besitzt kleine Dornen um die Ränder der Augenhöhlen, auf den Schultern und, angefangen vom Kopf verlaufend bis zum Schwanz, mittig auf seinem Rücken. Dieser Rochen besitzt backenzahnförmige Zähne, die zum Zerkleinern und Mahlen seiner Beutetiere bestimmt sind. Die maximale Körperlänge, von der jemals berichtet wurde, betrug 140 Zentimeter für ein männliches Exemplar und 160 Zentimeter für ein weibliches Individuum. Für gewöhnlich erreichen diese Rochen eine Körperlänge von 80 cm. Geschlechtsreife erreichen Männchen bei 75 und Weibchen bei 85 Zentimetern.

## Verbreitung
Der Gewöhnliche Gitarrenfisch kommt im östlichen Atlantik von der Bucht Biskaya bis nach Angola vor. Er kommt auch an den Küsten des Mittelmeers (primär in den südlichen und östlichen Regionen) vor, insbesondere im Golf von Gabès und an der Ostküste Tunesiens.

## Verhalten
Rhinobatos rhinobatos lebt in Bodennähe über sandigen oder schlammigen Böden, durch seine Farbe besitzt er die ideale Tarnung für solch eine Umgebung. Für gewöhnlich hält er sich in seichten Gewässern bis zu einer Tiefe von 180 Metern auf. Er schwimmt langsam entlang des Meeresbodens und vergräbt sich teilweise unter Sand und lauert seinen Opfern mit seiner Tarnung auf und drückt sie mit seiner langen Schnauze zu Boden, saugt sie anschließend ein und frisst sie. Jungtiere ernähren sich hauptsächlich von Krebstieren, adoleszente Tiere erbeuten Krebstiere wie Garnelen, Krabben, Fangschreckenkrebse und Nordseegarnelen als auch kleine Fische. Für den Menschen sind diese Rochen ungefährlich. Aufgrund seiner großen geographischen Ausbreitung teilt sich der Gewöhnliche Gitarrenfisch sein Habitat mit größeren Raubfischen, die ihn jagen.

### Fortpflanzung
Die Paarung erfolgt während des Sommers, gefolgt von einer neunmonatigen Tragzeit. Das Aufwachsen des Embryos erfolgt in Form einer aplazentalen Viviparie: die Embryonen ernähren sich zunächst vom Eigelb eines Dottersacks im Körper der Mutter und erhalten dann Nahrung von der Mutter. Pro Wurf werden ca. 4 bis 10 Jungtiere geboren, die eine Länge von ungefähr 30 cm aufweisen. Pro Jahr gebären diese Rochen zwischen ein und zwei Mal.

## Gefährdung und Schutz
Obwohl das Verbreitungsgebiet dieses Rochens sehr groß ist, ist er fast überall der Fischerei ausgesetzt. Aufgrund des küstennahen Lebensraums ist er ein leichtes Ziel und wird oft als Beifang von Schleppnetzen, die primär nach Garnelen fischen, als auch von Grundschleppnetzen und Kiemennetzen gefangen. Er wird weiter verarbeitet und sein Fleisch wird gesalzen oder getrocknet exportiert. Seine Schwanzflossen werden in den asiatischen Flossenmarkt exportiert.
Über den Lebenszyklus und das Habitat ist noch wenig bekannt und man kann die Folgen menschlichen Handelns auf seine Lebensweise nicht genau abschätzen. Man vermutet, dass das Habitat für junge Tiere besonders von Menschen beeinflusst wird und eine Verschlechterung der Lebenslage hervorbringt. Über die Populationsgrößen des gewöhnlichen Gitarrenfisches ist nur wenig bekannt.
Daher wird diese Art auf der Grundlage vergangener und vermuteter künftiger Rückgänge als stark gefährdet eingestuft. Der Status dieser Art sollte weiter überwacht werden, derzeit unterliegt diese Art keinen Erhaltungs- oder Bewirtschaftungsmaßnahmen.

### Situation im Mittelmeer
Weitere Rochen derselben Gattung sind im Bestand stark zurückgegangen und man nimmt daher an, dass der Gewöhnliche Gitarrenfisch auch stark im Bestand zurückgeht. Im nördlichen Mittelmeer etwa wurde dieser Rochen häufig als Beifang gefischt und auf den Balearen wurde diese Art als typischer Meeresbodenbewohner angesehen, was auf eine Vielzahl dieser Tiere hindeutete. Im späten 19. Jahrhundert hielt dieser Fisch noch eine tägliche Präsenz auf dem Fischmarkt in Palermo inne, heute kommt er in den Netzen der Fischer jedoch nicht mehr vor und wurde offenbar in diesen Regionen ausgerottet. Im südlichen Mittelmeer wird er immer noch gefangen. Das Problem in dieser Region besteht darin, dass die meisten Exemplare, die gefangen werden, noch Jungtiere sind und noch nicht die Geschlechtsreife erreicht haben. Dies beeinträchtigt unweigerlich den Bestand der kommenden Generationen. Angesichts der Hinweise auf das regionale Aussterben im nördlichen Mittelmeer und den anhaltenden starken Fischfängen im gesamten Lebensraum dieser Arten, auch entlang der westafrikanischen Küste, gibt es Grund zu vermuten, dass diese Art Rückgänge erleiden wird.
Das Übereinkommen von Barcelona bewertet den Status der Rhinobatos-Arten als gefährdet und bewertet ihre Umgebung als Risiko für sie.

### Situation im Ostatlantik
In diesem Gebiet werden Rhinobatiden generell als Beifang von Krabbenfischerei gefangen, die in flachen Küstengewässern betrieben wird. Getrocknete Exemplare werden nach Ghana exportiert.
Im Senegal sind die Fänge dramatisch zurückgegangen. Der Höchststand wurde im Jahr 1997 mit 4200 Tonnen erreicht, seither sind die Fänge schrittweise auf geschätzte 820 Tonnen im Jahr 2005 zurückgegangen.
In Guinea-Bissau ist diese Art sogar ein Hauptziel des Haifangs, Kiemennetze werden verwendet, um die Tiere zu fangen. Anfang der 2000er-Jahre betrug die Größe einer der Maschen im Kiemnetz zwischen 230 und 280 Millimeter, gegenwärtig beträgt sie 160 bis 180 Millimeter. Diese Veränderung bewirkt, dass kleinere Fische auch gefangen werden.
Berichten zufolge wird der Geigenrochen häufig in Sierra Leone als Beifang von Garnelen-Schleppnetzfischerei gefangen, die in flachen Küstengewässern von 14 bis 26 m betrieben wird. Die Fangquote eines kürzlich durchgeführten Programms zeigt eine Beifangrate von über einem Exemplar pro zweistündigem Fischen. Ein nationaler Aktionsplan, um diese Tiere zu erhalten, ist vorgeschlagen, artspezifische Regelungen im Rochen- und Haifang existieren jedoch nicht.
In Mauretanien ist es verboten, diesen Rochen im Nationalpark Banc d’Arguin zu fischen.

## Empfohlene Maßnahmen

### Mittelmeer
Die IUCN empfiehlt die Umsetzung von Managementplänen auf inter- als auch nationaler Ebene, wie etwa den internationalen Aktionsplan der FAO zum Schutz von Haien. Zudem sollte man die Fischerei in diesen Regionen besser überwachen und die Fangquoten der einzelnen Arten sollte besser erfasst werden. Außerdem sollte man küstennahe Habitate besser untersuchen und insbesondere die Entwicklung in Hinblick auf die Nutzung der Schleppnetzfischerei beurteilen.

### Ostatlantik
In dieser Region empfiehlt man das gezielte saisonale Fangverbot für diese Art und eine Lizenz für gezielten und nicht gezielten Fang von Haien. Zudem sollte man den Haifischflossenmarkt steuern.

## Belege
1. ↑  Gewöhnlicher Gitarrenrochen (Gemeiner Geigenrochen). zootierliste, abgerufen am 15. Dezember 2017.
2. 1 2 3 4  Rhinobatos rhinobatos in der Roten Liste gefährdeter Arten der IUCN 2017-3. Eingestellt von: Notarbartolo di Sciara, G., Bradai, M.N., Morey, G., Marshall, A.D., Compagno, L.J.V., Mouni, A., Hicham, M., Bucal, D., Dulvy, N., Heenan, A. & Rui Coelho., 2007-03-01.
3. ↑  Gemeiner Geigenrochen auf Fishbase.org (englisch)
4. ↑  David A. Ebert: DEEP–SEA CARTILAGINOUS FISHES OF THE INDIAN OCEAN Volume 2 Batoids and Chimaeras; Food and agriculture organization of the united nations, Rome 2014, ISBN 978-92-5-108453-3 (// PDF). S. 295–297.
5. 1 2 3 4 5  Cathleen Bester: Common Guitarfish. Florida Museum of Natural History, abgerufen am 8. Dezember 2017 (englisch).